# Александравичюс, Пятрас
Пя́трас Александра́вичюс (лит. Petras Aleksandravičius, 1906—1997) — советский и литовский скульптор. Народный художник Литовской ССР (1956). Лауреат Сталинской премии третьей степени (1951).

## Биография
Родился 8 (21 октября) 1906 года в деревне Вартай (ныне Пренайский район Литвы). Учился в Каунасской художественной школе (1928—1933); учителями были Юозас Зикарас, Каетонас Склерис, Юозас Микенас. Одновременно изучал литературу в Университете Витовта Великого.
В 1941—1944 годах преподавал в Вильнюсской художественной академии, в 1945—1951 — в Вильнюсском художественном институте (в 1951 году преобразованном в Государственный художественный институт Литовской ССР), с 1951 года в Государственном художественном институте Литовской ССР; профессор (1946), заведующий кафедрой рисования (1955—1977).
С 1935 года участвовал в выставках. Первая персональная выставка состоялась в Вильнюсе в 1976 году.
Умер 25 декабря 1997 года в Вильнюсе.

## Награды
- орден Великого князя Литовского Гядиминаса III степени (1996 год)
- народный художник Литовской ССР (1956)
- заслуженный деятель искусств Литовской ССР (1954)
- Сталинская премия третьей степени (1951) — за скульптурный портрет Ю. Жемайте (1950)

## Творчество

Памятник Жемайте

Большую часть работ из бронзы, меди, мрамора, гранита составляют лирические и психологические скульптурные портреты, выполненные в различных формах (бюст, голова, рельеф). Писал также акварели с видами Вильнюса и окрестностей, приморских пейзажей.
Автор скульптурных портретов графика Йонаса Кузминскиса (1941), писательницы Юлии Жемайте (1946), оперного певца Кипраса Петраускаса (1950), языковеда Йонаса Яблонскиса (1957), скульптора Юозаса Кедайниса (1958), поэта Эдуардаса Межелайтиса (1963), Балиса Сруоги (1967), театрального режиссёра Юозаса Мильтиниса (1969), поэта и дипломата Юргиса Балтрушайтиса (1983). Создал памятники Лауринасу Ивинскису в Куршенай (1958), Юлии Жемайте в Вильнюсе (1950; установлен в 1970 году; Сталинская премия, 1950), писателю Антанасу Венуолису в Аникщяй (1982), Йонасу Яблонскису в Мариямполе (1992). 

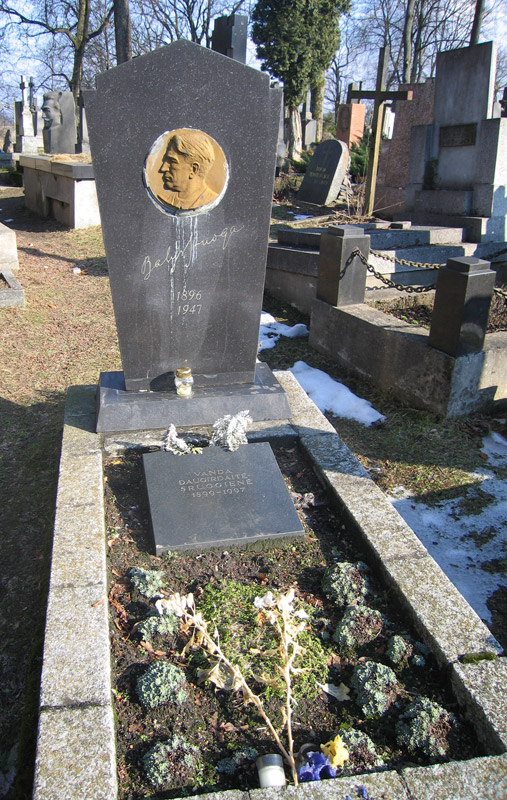
Надгробие на могиле Балиса Сруоги

Памятник Жемайте был открыт 10 октября 1970 года в Вильнюсе в сквере, названном именем писательницы (архитекторы Альгимантас Насвитис и Витаутас Насвитис). Памятник был создан по небольшой скульптуре писательницы 1950 года, увеличенной в несколько раз, при этом скульптор придал фигуре большей монументальности. Памятник состоит из бронзовой статуи высотой в 3 м и низкого (0,70 м) постамента из гранитных блоков. Реалистическая статуя изображает сидящую писательницу с книгой на коленях.На восточной стороне постамента выбита надпись «Жемайте». 
Автор надгробных памятников на могилах Балиса Сруоги (1957; кладбище Расу) и других в Вильнюсе, Йонаса Яблонскиса (1966) и других в Каунасе.
Другие известные произведения — статуя «Рабочая» (1960), декоративные рельефы «На стройке» (1964), «Море шумит» (1971), камерные скульптурные группы.